# Phallus haitangensis
Phallus haitangensis ist eine Pilzart aus der Familie der Stinkmorchelverwandten, die in der chinesischen Provinz Yunnan vorkommt.

## Merkmale

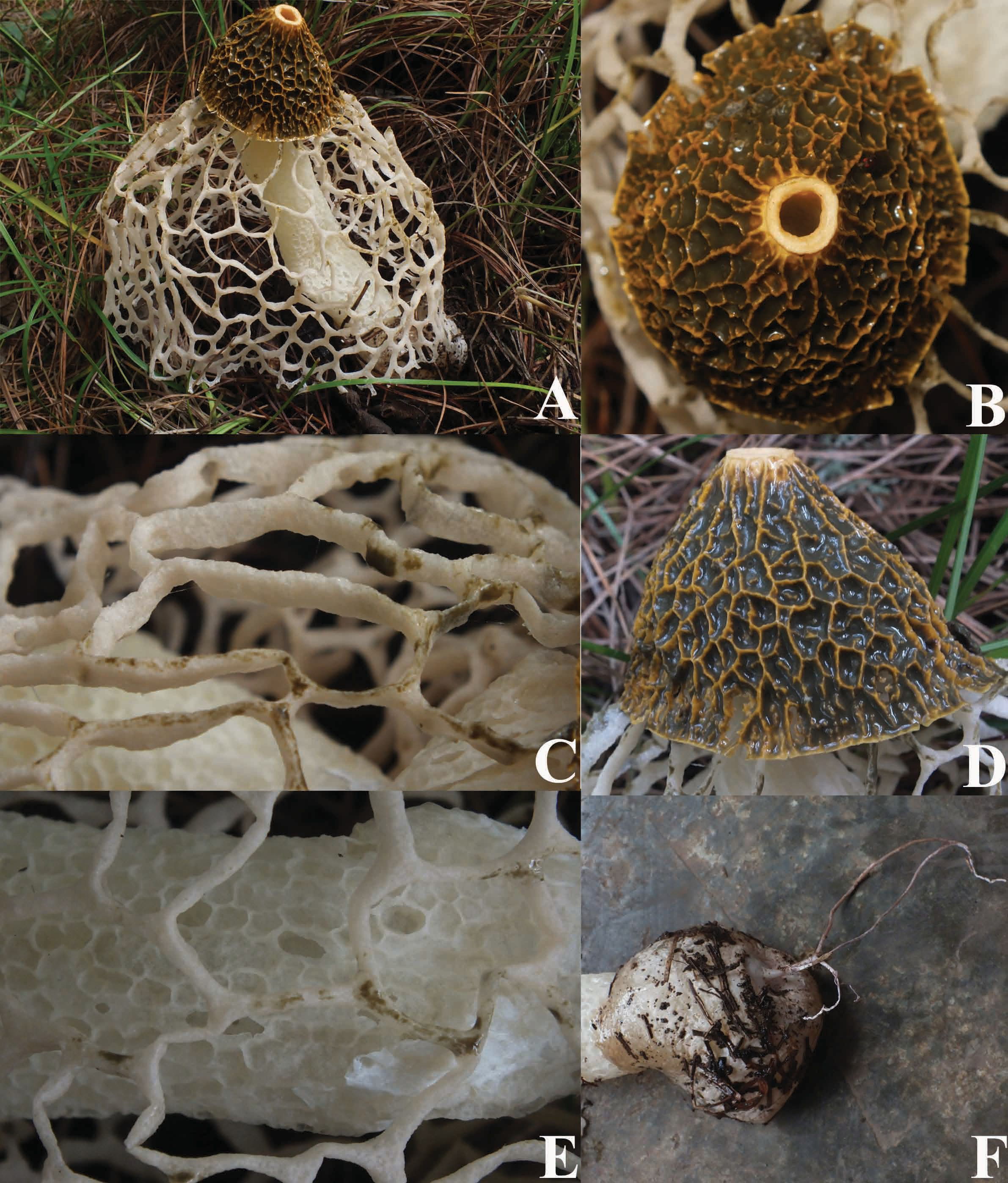
A: reifer Fruchtkörper; B: Loch in der Spitze des Receptaculums; C: Indusium; D: Receptaculum; E: Stiel; F: Volva und Rhizomorph.

### Makroskopische Merkmale
Der Fruchtkörper von Phallus haitangensis entwickelt sich wie alle Gattungsvertreter aus einem Hexenei. Ausgewachsen ist er 130 bis 165 mm hoch, unverzweigt und übelriechend. Der Stiel ist hohl und gekammert. Unterhalb des Receptaculums, also des die Fruchtschicht tragenden Teiles, befindet sich ein sogenanntes Indusium, eine Art Schleier. Das Receptaculum ist bis zu 30–35 mm hoch und 24–50 mm breit, stark genetzt, glocken- bis schirmförmig und von dunkeloranger bis goldgelber Farbe. Der Rand ist leicht nach oben gewölbt. Die Grate sind goldgelb. Die Gleba ist klebrig und befindet sich in den Grübchen zwischen den Graten. An der Spitze des Hutes (Receptaculum) befindet sich ein deutliches Loch von 1–8 mm Durchmesser. Der Stiel (Pseudostiel) ist cremig weiß, 100–132 mm hoch und an der Spitze 8–11 mm, in der Mitte 15–20 mm und an der Basis 18–22 mm breit. Er ist zerbrechlich oder weich, schwammartig mit Löchern von 1–10 mm Durchmesser. Das blass- bis hellorange, gut ausgebildete Indusium ist 85–95 mm lang und 80–155 mm breit, die Löcher sind beinahe rund bis polygon, 4–35 mm im Durchmesser und 1–4 mm dick. Die Volva befindet sich an der Basis des Stiels, ist 30–140 mm hoch und 20–45 mm dick, gelblich weiß und glatt. Sie wurzelt im Boden mit einer rosa-weißlichen Rhizomorphe.

### Mikroskopische Merkmale
Die elliptischen bis zylindrischen Sporen sind 2,8–4,2 μm lang und 1,1–2,6 μm breit, hyalin und glatt. Die Zellen des Stiels messen 15–38,8 μm im Durchmesser, sind blasen- oder schaumartig, hyalin und glatt. Die Zellen des Indusiums sind ähnlich und messen 21,2–41,6 μm im Durchmesser. Die Hyphen der Volva sind 1,8–3,8 μm breit, röhrig und verzweigt. Die Septen besitzen Schnallen.

## Ökologie und Verbreitung
Phallus haitangensis ist bisher nur von der Erstbeschreibung bekannt. Er wuchs einzeln oder zerstreut auf Pflanzenstreu unter Armands Kiefern. Die Art wurde in Baoshan, im Dorf Haitang in der Provinz Yunnan auf über 2000 m Seehöhe gefunden. Die Verbreitung der Sporen erfolgt vermutlich wie bei allen Stinkmorcheln durch Insekten, die durch den Geruch angelockt werden und die Gleba aufnehmen.

## Namensherkunft
Aufgrund seiner Form erhielt die Gattung den wissenschaftlichen Namen Phallus, das Artepitheton erhielt er nach dem Fundort Haitang in Yunnan.

## Systematik
Phallus haitangensis wurde 2016 von Huili Li, Jianchu Xu und Kevin D. Hyde in der Zeitschrift Phytotaxa erstbeschrieben. Sie ist nach einer phylogenetischen Analyse mit Phallus serrata und Pallus mengsongensis nahe verwandt, auch wenn letztere Art kein Indusium besitzt.